# 2014年楽天ジャパン・オープン・テニス選手権
2014年楽天ジャパン・オープン・テニス選手権は、2014年9月29日から10月5日にかけて東京都・江東区の有明テニスの森公園で開催された、男子プロテニスツアーのATP500シリーズトーナメント大会である。サーフェスはハードコート。

## シード選手

### シングルス
| 国               | 選手                             | ランキング1 | シード |
| ---------------- | -------------------------------- | ----------- | ------ |
| スイス           | スタン・ワウリンカ               | 4           | 1      |
| スペイン         | ダビド・フェレール               | 5           | 2      |
| カナダ           | ミロシュ・ラオニッチ             | 6           | 3      |
| 日本             | 錦織圭                           | 8           | 4      |
| フランス         | ジョー＝ウィルフリード・ツォンガ | 12          | 5      |
| スペイン         | ロベルト・バウティスタ・アグート | 17          | 6      |
| 南アフリカ共和国 | ケビン・アンダーソン             | 21          | 7      |
| ウクライナ       | アレクサンドル・ドルゴポロフ     | 23          | 8      |

- 2014年9月22日付のランキングに基づく

### ワイルドカード
以下の3名がワイルドカードで本戦に出場した。
- ダニエル太郎
- 伊藤竜馬
- 添田豪

### 予選勝者
以下の4名が予選を勝ち上がり本戦に出場した。
- ピエール＝ユーグ・エルベール
- 守屋宏紀
- ミハル・プシシェズニ
- ラジーブ・ラム

### 出場辞退
- フアン・マルティン・デル・ポトロ
- レイトン・ヒューイット
- ガエル・モンフィス
- ブノワ・ペール
- ラデク・ステパネク

### 棄権
- ロベルト・バウティスタ・アグート
- ヤルコ・ニエミネン
- エドゥアール・ロジェ＝バセラン

### ダブルス
| 国             | 選手1                    | 国               | 選手2                | ランキング1 | シード |
| -------------- | ------------------------ | ---------------- | -------------------- | ----------- | ------ |
| アメリカ合衆国 | ボブ・ブライアン         | アメリカ合衆国   | マイク・ブライアン   | 2           | 1      |
| クロアチア     | イワン・ドディグ         | ブラジル         | マルセロ・メロ       | 13          | 2      |
| スペイン       | マルセル・グラノジェルス | スペイン         | マルク・ロペス       | 23          | 3      |
| アメリカ合衆国 | エリック・ブトラック     | 南アフリカ共和国 | レイベン・クラーセン | 42          | 4      |

- 2014年9月22日付のランキングに基づく

### ワイルドカード
以下の2組がワイルドカードで本戦に出場した。
- 伊藤竜馬 /  添田豪
- 錦織圭 /  内山靖崇

### 予選勝者
以下の組が予選を勝ち上がり本戦に出場した。
- ジェイミー・デルガド /  ジレ・ミュラー

その他以下の1組がラッキールーザーで本戦に繰り上がった。
- ピエール＝ユーグ・エルベール /  ミハル・プシシェズニ

### 出場辞退
- ジョー＝ウィルフリード・ツォンガ
- 錦織圭

## 優勝

### シングルス
錦織圭 def.  ミロシュ・ラオニッチ, 7–6(7–5), 4–6, 6–4
- 錦織は大会2年ぶり2度目の優勝。またキャリア通算7度目のツアーシングルスタイトル獲得となった。

### ダブルス
ピエール＝ユーグ・エルベール /  ミハル・プシシェズニ def.  イワン・ドディグ /  マルセロ・メロ, 	6–3, 6–7(3–7), [10–5]